# Hały-Ług
Hały-Ług – kolonia w Polsce położona w województwie podlaskim, w powiecie sokólskim, w gminie Szudziałowo.
W latach 1975–1998 miejscowość administracyjnie należała do województwa białostockiego. Mieszkańcy meldowani są pod adresem: kol. Słójka.

## Nazwa miejscowości
Urzędowe skorowidze z 1962  i 1967 r. podają nazwę Hały Ług. Nazwa pochodzi od białoruskiego łuh - podmokła łąka oraz od hoły (nagi). Nazwa potoczna to Hały Łuh, przy czym a w nazwie można uznać za "akające" czyli nieakcentowane o, ponieważ dwa słowa łączą się w jedno, Hałyłuh, z jednym akcentem na u. Zapis historyczny: Hoły Łuh, XVIII w.